# Успенский, Виктор Леонидович

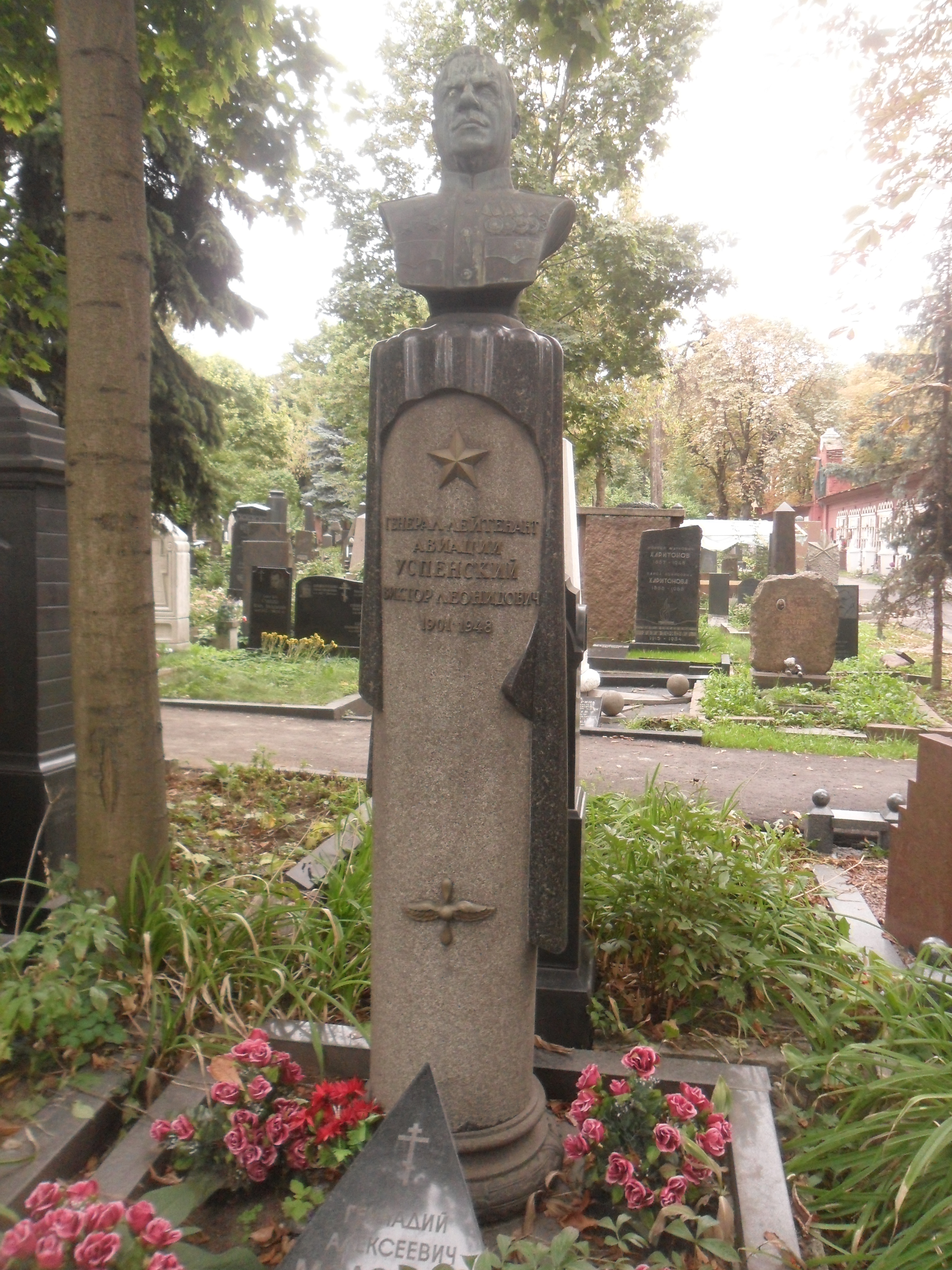
Могила Успенского на Новодевичьем кладбище Москвы.

Виктор Леонидович Успенский (1901—1948) — генерал-лейтенант Советской Армии, участник Гражданской, советско-финской, Великой Отечественной и советско-японской войн.

## Биография
Виктор Успенский родился 14 января 1901 года в деревне Пестриково (ныне — Коломенский район Московской области). Окончил два класса земского училища и семь классов гимназии. Рано остался без отца, был вынужден пойти работать сначала чернорабочим, затем счетоводом, учителем. В марте 1919 года Успенский пошёл на службу в Рабоче-крестьянскую Красную Армию. Участвовал в боях Гражданской войны в составе артиллерийских частей.
В 1925 году Успенский был направлен на учёбу в Ленинградскую военную школу лётчиков-наблюдателей. После её окончания служил в строевых частях. Окончил курсы усовершенствования начальствующего состава. Участвовал в польском походе и советско-финской войне. В годы Великой Отечественной и советско-японской войн служил заместителем по тылу командующих ВВС Западного фронта и 1-й воздушной армии. 17 октября 1942 года Успенскому было присвоено звание генерал-майора, а 20 апреля 1945 года — генерал-лейтенанта авиации.
С сентября 1946 года Успенский командовал тылом ВВС СССР. Скоропостижно скончался 9 мая 1948 года, похоронен на Новодевичьем кладбище Москвы.
Был награждён двумя орденами Ленина, тремя орденами Красного Знамени, орденами Суворова 2-й степени, Кутузова 2-й степени, Отечественной войны 1-й степени и Красной Звезды, рядом медалей.